# Zhishan, Guangdong
Zhishan (kinesiska: 址山) är en köping i sydöstra Kina. Den ligger i Heshan i staden Jiangmen i provinsen Guangdong, omkring 84 kilometer sydväst om provinshuvudstaden Guangzhou. Antalet invånare år 2010 var 32 009. Befolkningen består av 15 090 kvinnor och 16 919 män. Barn under 15 år utgör 14,0 %, vuxna 15-64 år 76 %, och äldre över 65 år 8,0 %.
År 2011 inkorporerades Yunxiang köping. 